# Fale Fatu
Fale Fatu (hay Falefatu) là một hòn đảo nhỏ của Funafuti, Tuvalu. Te Ava Pua Pua là lối đi vòng qua rạn san hô, có độ sâu tối thiểu là 12.7 m, giữa các đảo nhỏ Funamanu ở phía bắc và Fale Fatu ở phía nam, ở phía đông nam của đảo san hô Funafuti.